# Последњи двобој (филм)
Последњи двобој (енгл. The Last Duel) је америчко-британски историјски драмски филм из 2021. године, режисера и продуцента Ридлија Скота. Филм је базиран на истоименој књизи коју је написао Ерик Џегер, а сценарио су написали Никол Холофсенер, Бен Афлек и Мет Дејмон. Дејмон тумачи улогу Жана де Каружа, витеза из 14. века који изазива свог штитоношу Жака ле Грија (Адам Драјвер) на двобој, након што његова супруга Маргерита (Џоди Комер) оптужи Ле Грија да ју је силовао. У осталим улогама су Афлек, Харијет Волтер, Натанијел Паркер, Сем Хејзелдин, Мајкл Макелхатон и Алекс Лотер.
Адаптација Џегерове књиге први пут је најављена 2015, мада је пројекат добио зелено светло тек у јулу 2019. године. Афлек и Дејмон су тог месеца потврђени као глумци и косценаристи, а Комерова и Драјвер су се придружили глумачкој екипи те јесени. Филм је сниман у Француској и Ирској од фебруара до октобра 2020. године, са вишемесечном паузом због пандемије ковида 19.
Филм је премијерно приказан 10. септембра 2021. на Филмском фестивалу у Венецији, док је у америчким биоскопима објављен 15. октобра исте године. Добио је позитивне рецензије критичара, који су нарочито похвалили глуму и сценографију, поредећи Последњи двобој са филмом Рашомон (1950) Акире Куросаве. Национални одбор за рецензију филмова га је прогласио једним од десет најбољих филмова 2021. године. Међутим, филм није остварио успех на биоскопским благајнама, зарадивши само 30,6 милиона долара наспрам буџета од 100 милиона долара.

## Радња

### Прво поглавље
Након што су служили у Kаролинском рату, Жан де Каруж и његов штитоноша Жак ле Гри заклињу се на верност грофу Пјеру д’Алансону, кога је његов рођак, краљ Шарл VI, именовао за Жановог господара. Жак касније обавештава Жана да је Пјер наредио својим новим вазалима да плаћају ратне дажбине, слажући се да ће затражити попустљивост у Жаново име када његов господар објасни да му недостају средства.
Kако би обновио своје финансије, Жан се жени Маргеритом де Тибувил, примајући велики мираз и права на многа вредна имања. Пјер је, међутим, већ поклонио један комад земље, Ону ле Фокон, Жаку. Kада Жан тражи да му се да земља, краљ Шарл VI одбацује његову тужбу. Пјер узвраћа тако што поставља Жака за капетана тврђаве коју је Жанова породица држала генерацијама.
Током војне кампање у Шкотској, Жан је проглашен за витеза због исказане храбрости, али је банкротирао. Жан се враћа кући из посете Паризу, а Маргерита му каже да ју је Жак силовао док је била сама код куће. Знајући да Пјер штити Жака, Жан одлучује да га изазове на двобој до смрти, а Шарл VI одобрава овај захтев.

### Друго поглавље
Жак осваја Пјерово поверење користећи своје знање математике како би организирао грофове финансије, чиме је добио позицију на двору. Након што је упознао Маргериту, Жак се заљубљује у њу и постаје уверен да га она воли након што му искаже љубазност.
Док је Жан одсутан, његова мајка узима слуге да јој помогну око обавеза, остављајући Маргериту саму. Жак је натерао свог слугу да покуца на њена врата, тврдећи да му је коњ одбацио потковицу. Она дозвољава слуги да уђе, али и Жак улази за њим, па изјављује своју љубав према Маргерити. Она инсистира да је удата и наређује им да оду. Уместо тога, Жак јури Маргериту до њене спаваће собе и силује је. Пре одласка саветује јој да не исприча ово мужу.
Нешто касније, Пјер обавештава Жака да га Жан оптужује да је силовао Маргериту. Упркос грофовом покушају да искористи свој ауторитет, Жан се жали на свој случај директно краљу и тражи двобој до смрти. Жак прихвата Жанов изазов.

### Треће поглавље („Истина”)
Маргеритин и Жанов брак постаје натегнут због њеног неуспеха да затрудни. Након што је упознала Жака, Маргерита обавештава своје пријатељице да је показала љубазност према њему само да би покушала да придобије наклоност суда. Kада Жан оде у Шкотску, он јој наређује да не напушта замак и не пушта никога унутра.
Жанова мајка води сву послугу са собом да би јој помогли око обавеза, упркос Жановом наређењу. Жак се појављује са слугом који превари Маргериту да их пусти да уђу. Жак јури Маргериту до њене спаваће собе и насилно је силује. Kада се Жан врати, Маргерита му исприча шта се догодило. Жанова мајка касније упозорава Маргериту да не изводи Жака пред суд.
На Жаковом суђењу, сада трудна Маргерита остаје одлучна да каже истину. Шарл VI одобрава Жанов захтев за двобој до смрти. Маргерита се супротставља Жану јер јој није рекао да ће бити жива спаљена ако он изгуби. Маргерита рађа сина неколико дана пре почетка двобоја.
Двобој почиње надметањем Жана и Жака све док обојица не изгубе своје коње и боре се прса у прса. Жан је избоден, али на крају успева да надјача Жака. Он захтева да Жак призна истину или да се суочи с проклетством, али Жак тврди да је невин; Жан га убија. Жан ужива у слави своје победе док га Маргерита тихо следи.
Текстуални епилог открива да је Жан умро борећи се у крсташким ратовима неколико година касније, док је Маргерита наставила да управља његовим имањем и да је живела у миру преосталих тридесет година свог живота, никада се више не удавши.

## Улоге
| Глумац           | Улога                |
| ---------------- | -------------------- |
| Мет Дејмон       | Жан де Каруж         |
| Адам Драјвер     | Жак ле Гри           |
| Џоди Комер       | Маргерита де Каруж   |
| Бен Афлек        | гроф Пјер д’Алансон  |
| Харијет Волтер   | Никол де Бушар       |
| Натанијел Паркер | сер Робер де Тибувил |
| Сем Хејзелдин    | Томин ду Буа         |
| Мајкл Макелхатон | Бернар Латур         |
| Алекс Лотер      | краљ Шарл VI         |
| Серена Кенеди    | краљица Изабела      |
| Мартон Чокаш     | Креспин              |
| Жељко Иванек     | Ле Кок               |
| Брајони Хана     | Алис                 |